# Le Train vers le paradis
Le Train vers le paradis (polonais Pociąg do nieba), est un monument de Wrocław, en Pologne.

## Histoire
Le monument a été commandé par la ville de Wroclaw et avec la participation financière de la société de développement de Wroclaw Archicom pour célébrer ses 20 ans d'activité commerciale dans la ville.

## Description
C'est le plus grand monument de Wrocław, œuvre d'Andrzej Jarodzki. Le descriptif „Pociąg do nieba : spełnienia snu, marzenia, przekroczenia niemożliwego” peut se traduire par « Train pour le paradis : réaliser un rêve, transcender l'impossible »: c'est le seul sens de l'œuvre qui n'évoque pas la Seconde Guerre mondiale, même si ce type BR 52 de locomotive à vapeur de fabrication allemande, longue de 30 mètres pour un poids de 80 tonnes, a été utilisé par le Troisième Reich dans les pays occupés qui en récupérèrent des exemplaires comme dommages de guerre (plus de 1 000 par la Pologne). 